# David Geerts
David Geerts (Bombay (India), 17 april 1975) is een Belgisch politicus voor Vooruit en herbergier.

## Levensloop
David Geerts werd geboren in India, waar hij in Pune als vondeling werd opgevangen door een congregatie. Via de organisatie De Vreugdezaaiers kwam hij als adoptiekind in België terecht. Hij groeide op in een arbeidersgezin in Itegem, een deelgemeente van Heist-op-den-Berg. 
Geerts doorliep zijn secundair onderwijs op het Sint-Gummaruscollege te Lier, vervolgens studeerde hij Politieke Wetenschappen aan de KU Leuven, alwaar hij afstudeerde in 1998. Vervolgens behaalde hij in 2001 een master in Publiek Management aan het UAMS-UIA te Antwerpen.
Van 1 oktober 1998 tot 31 juni 1999 was hij expert armoedebeleid op het kabinet van staatssecretaris Jan Peeters, daarop aansluitend vervulde hij dezelfde functie aangevuld met gehandicaptenbeleid op het kabinet van minister Johan Vande Lanotte tot 30 juni 2001. Op 1 oktober 2000 werd hij aangesteld als diensthoofd gezondheidszorgen, arbeid en gezondheid en van 1 april 2001 tot 31 oktober 2002 was hij regioverantwoordelijke van de Socialistische Mutualiteiten voor de gemeenten Heist-op-den-Berg, Lier, Berlaar, Duffel, Nijlen en Putte. Daarnaast is hij sinds juli 2001 herbergier van café Den Hosp te Heist-op-den-Berg.
In juli 2004 deed hij zijn intrede in de Kamer van volksvertegenwoordigers als vervanger van Patrick Janssens, waar hij zetelde tot in mei 2019. Hij vertegenwoordigde de kieskring Antwerpen. In de daarop volgende legislatuur, de periode 2007-2010, was hij de opvolger van Caroline Gennez en ten slotte van 2010-2014 opnieuw de opvolger van Patrick Janssens.  Bij de federale verkiezingen van 2014 werd hij voor de eerste maal rechtstreeks verkozen als volksvertegenwoordiger. Hij was pleitbezorger na het rookverbod om rook- en afzuiginstallaties in de horeca  maximaal fiscaal aftrekbaar te maken. In het parlement was hij de spoorwegenspecialist van sp.a. Bij de verkiezingen van mei 2019 was hij geen kandidaat meer.
Tevens is hij sinds oktober 1998 actief als gemeenteraadslid te Heist-op-den-Berg. Na de gemeenteraadsverkiezingen van oktober 2012 kreeg hij een golf van kritiek over zich van N-VA omdat hij een coalitie (en het burgemeesterschap) in Heist-Op-Den-Berg weigerde en in zee ging met CD&V. In de legislatuur 2013-2018 was hij er schepen van Mobiliteit, Werk en Milieu. In daaropvolgende legislatuur, die van 2019-2024, bleef Geerts schepen van Heist-op-den-Berg, bevoegd voor Openbare Werken, Vrijwilligers en Verenigingen, Waterbeleid, Wonen en Jeugd. Na de verkiezingen van oktober 2024 werd hij begin december 2024 eerste schepen van de gemeente, waarbij hij de bevoegdheden Openbaar Domein, Groen, Burgerzaken, Personeel en Evenementen kreeg.
Geerts is ridder in de Leopoldsorde.